# الزات اخميتوف
الزات اخميتوف (31 ديسمبر 1997 ببيشكك في قيرغيزستان - ) هو لاعب كرة قدم روسي في مركز الوسط. لعب مع روبين كازان وFC Rubin-2 Kazan ‏.

## روابط خارجية
- الزات اخميتوف على موقع الاتحاد الدولي (مؤرشف)  (الإنجليزية)
- الزات اخميتوف على موقع الاتحاد الأوربي (الإنجليزية)
- الزات اخميتوف على موقع قاعدة بيانات كرة القدم.إي يو (الإنجليزية)
- الزات اخميتوف على موقع ناشيونال فوتبول تيمز (الإنجليزية)
- الزات اخميتوف على موقع Soccerway.com (الإنجليزية)
- الزات اخميتوف على موقع عالم كرة القدم.نت (الإنجليزية)
- الزات اخميتوف على موقع AS.com (الإسبانية)